# Mescalero (Album)
Mescalero ist das vierzehnte Studioalbum der amerikanischen Bluesrock-Band ZZ Top. Es erschien im September 2003 und war das letzte Album der Band für RCA Records. In den USA wurden rund 103.000 Einheiten verkauft.

## Wissenswertes
Die Stücke des Albums wurden überwiegend von Billy Gibbons geschrieben, lediglich What It Is Kid ist eine Gemeinschaftsarbeit aller Bandmitglieder. An dem Lied Stackin' Paper war Toningenieur Joe Hardy beteiligt, an dem Lied Me So Stupid neben Hardy der Bassist Gary Moon. Das Stück Tramp ist eine Coverversion eines Titels, der von Lowell Fulson und Jimmy McCracklin geschrieben wurde und auf Fulsons 1967er Album Tramp enthalten war. Am Ende des Albums befindet sich eine Interpretation von As Time Goes By als Hidden Track. Mit Crunchy befindet sich ein Instrumental auf dem Album.
Der Albumtitel bezieht sich zum einen auf den in Südtexas beheimateten Indianerstamm Mescalero, aber auch auf die tequila-ähnliche Spirituose Mescal sowie das psychedelische Halluzinogen Mescalin. Das Cover stammt von Ryk Maverick und ist von dem Film Day of the Dead inspiriert.

## Titelliste
1. Mescalero (Gibbons) – 3:50
2. Two Ways to Play (Gibbons) – 4:15
3. Alley-Gator (Gibbons) – 3:29
4. Buck Nekkid (Gibbons) – 3:02
5. Goin’ So Good (Gibbons) – 5:34
6. Me So Stupid (Gibbons, Hardy, Moon) – 3:33
7. Piece (Gibbons) – 4:19
8. Punk Ass Boyfriend (Gibbons) – 3:05
9. Stackin’ Paper (Gibbons, Hardy) – 2:58
10. What Would You Do (Gibbons) – 3:03
11. What It Is Kid (Beard, Gibbons, Hill) – 4:13
12. Que Lastima (Gibbons) – 4:24
13. Tramp (Fulson, McCracklin) – 5:12
14. Crunchy (Gibbons) – 3:13
15. Dusted (Gibbons) – 3:55
16. Liquor (Gibbons) – 3:22

## Rezeption
Stephen Thomas Erlewine von Allmusic meint, dass Titel wie Liquor, das Instrumental Crunchy oder What Would You Do vermuten ließen, dass Billy Gibbons Fähigkeiten als Songwriter zurückgekehrt sind. Bei diesen Stücken und der Coverversion Tramp klinge die Band, als würde sie zu ihren alten Stärken zurückfinden und darauf aufbauen. Allerdings wirke der Rest des Albums zu „poliert“ und lasse die „kernigen Hooklines und die dreckigen Grooves“ vermissen. Erlewine resümiert, dass die vier genannten Titel zeigen, dass ZZ Top mit dem richtigen Produzenten durchaus in der Lage sei, ein gutes Bluesrock-Album aufzunehmen. Frank Albrecht vom Magazin Rock Hard meint, dass es der Band erneut gelungen sei, „ihre bluesigen Roots mit zeitgemäßen Sounds aufzupeppen“, das Album klinge „traditionsbewusst und frisch zugleich“. Alexander Cordas von laut.de schreibt, dass ZZ Top mit Mescalero die Grundlagen von Blues, Country und Rock zu einem „herrlich furztrockenen Cocktail“ zusammengefügt habe.